# نوكيا 6011i
نوكيا 6011i هو أحد أجهزة نوكيا، شركة الهواتف والتقنية النقالة. يأتي هذا الجهاز مع شاشة نوعها 96 * 65 12-بت (4096) لون. تم إصدار هذا الجهاز في 2004. أما بالنسبة لوضعية إنتاجه الحالية فلم يعد يتم إنتاجه. تقنيته/تردده هي سي دي إم أيه 2000. جيل الجهاز هو DCT4. عامل الشكل (التصميم) للجهاز هو "قطعة حلوى.